# DTWNS
DTWNS, vocalizado por los historiadores como Datawnas, fue un rey de Aksum alrededor del año 260 d. C. Es mencionado junto a su hijo ZQRNS (vocalizado como Zaqarnas) en una inscripción hallada en al-Mis`al, Yemen. La inscripción, erigida por el rey Yasir Yuhan'im de Yemen, describe la derrota que infligió a Datawnas y a su hijo en combate.
Esta inscripción sugiere que Aksum mantenía una participación activa en los asuntos de la Península arábiga, destacando el alcance e influencia del reino en el sur de Arabia durante el siglo III. La mención de Datawnas y Zaqarnas en registros externos subraya la presencia de Aksum en conflictos regionales, consolidando la importancia de este reino en las relaciones y rivalidades transmarítimas de la época.